# حماية بيئية

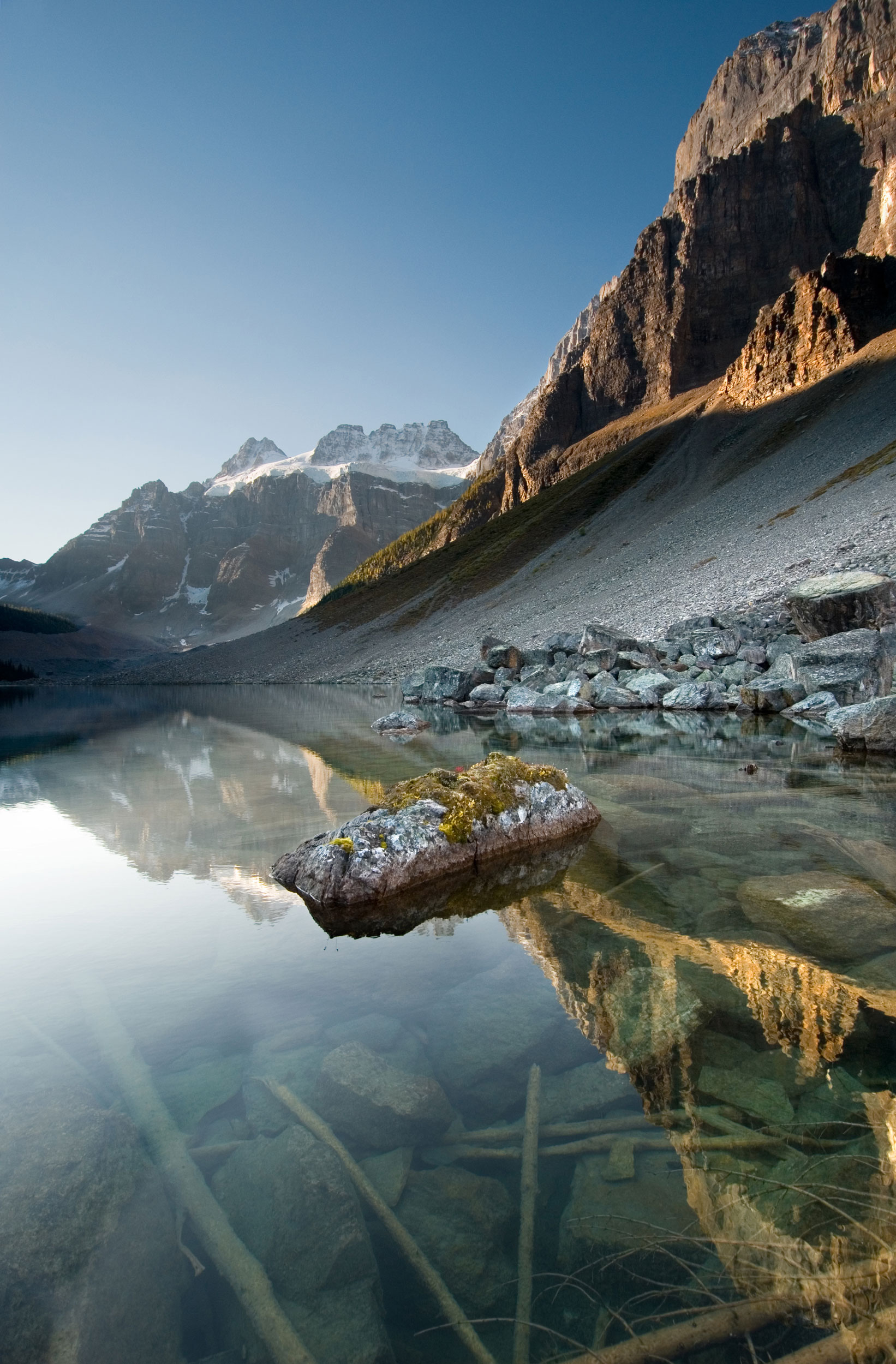
منتزه بانف الوطني في ألبرتا، كندا

الحفاظ على البيئة هي كل الإجراءات التي تتخذ من قبل هيئات عمومية تابعة للدولة أو الهيئات أو منظمات مستقلة للحد من التأثير السلبي للإنسان على البيئة،
على غرار العمل المباشر للحفاظ على البيئة هناك الدراسات التي تقوم بها الهيئات البحثية لفهم النظام البيئي وكذلك الكامل في الكوكب وتحديد المؤثرات البشرية لدرجة الإخلال بالتوازن وتهديد الأجيال الحاضرة والقادمة، ووضع إجراءات تصحيحية. وهذه تتطلب تطوير المعرفة العلمية التي هي حاليا محدودة في هذا المجال.

## طُرق الحفاظ على البيئة

### اتفاقيات تطوعية بيئية
في البلدان الصناعية، غالبًا ما توفر الاتفاقيات التطوعية البيئية منبرًا للشركات تتمكن من خلاله من تجاوز المعايير التنظيمية الدنيا وبالتالي دعم تطوير أفضل الممارسات البيئية. على سبيل المثال، في الهند، يعمل  صندوق تحسين البيئة على الحفاظ على البيئة والغابات منذ عام 1998. تهدف مجموعة من المتطوعين تحت اسم «المتطوعون الخضر» إلى جعل الهند بلدًا نظيفًا وأخضر. المحاسب القانوني غاجندرا كومار، هو مؤسس صندوق تحسين البيئة في مدينة سوجا، وهي قرية صغيرة في ولاية راجستان في الهند. في البلدان النامية، مثل أمريكا اللاتينية، تُستخدم هذه الاتفاقيات بشكل أكثر شيوعًا لعلاج مستويات كبيرة من عدم الامتثال للقواعد التنظيمية. تكمن التحديات الموجودة في هذه الاتفاقيات في وضع بيانات أساسية وأهداف التقارير ومراقبتها وإعدادها. وبسبب الصعوبات الكامنة في عملية تقييم الفعالية، غالبًا ما يكون استخدامها موضع تساؤل، وفي الواقع، قد تتأثر البيئة بأكملها بشكل سلبي نتيجة لذلك. تُعدّ الميزة الرئيسية لاستخدام تلك الاتفاقيات في البلدان النامية هي أنها تساعد على بناء قدرات الإدارة البيئية.

### طريقة النظم البيئية
تهدف طريقة النظم البيئية لإدارة الموارد وحماية البيئة إلى النظر في العلاقات المتبادلة المعقدة للنظام البيئي بأكمله في صنع القرار عوضًا عن مجرد استجابته لقضايا وتحديات محددة. من الناحية المثالية، ستكون عمليات صنع القرار في إطار هذا النهج بمثابة نهج تعاوني للتخطيط واتخاذ القرارات والذي يشمل مجموعة واسعة من أصحاب المصالح ضمن جميع الإدارات الحكومية ذات الصلة، فضلاً عن ممثلي الصناعة والمجموعات البيئية والمجتمع. يدعم هذا النهج بشكل مثالي التبادل الأفضل للمعلومات، ووضع استراتيجيات لحل النزاعات وتحسين الحفظ الإقليمي. تلعب الأديان أيضًا دورًا هامًا في الحفاظ على البيئة.

### الاتفاقيات الدولية البيئية

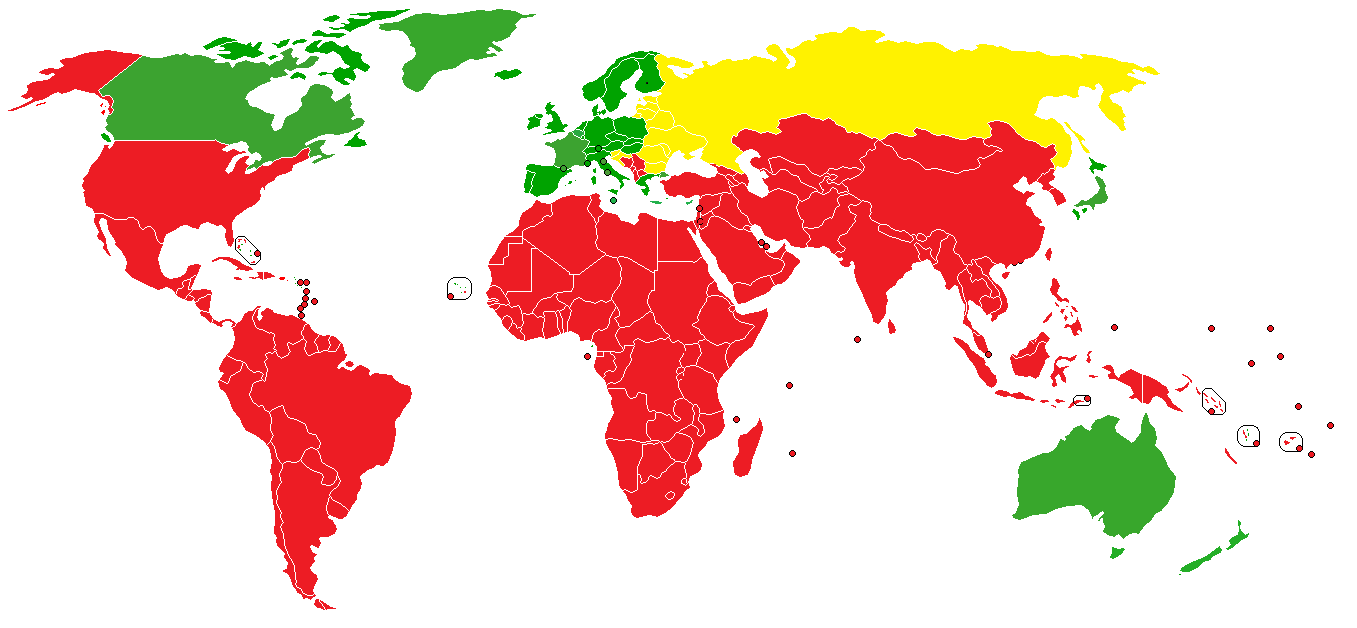
الالتزام باتفاقية كيوتو حسب البلد عام 2010

إن العديد من الموارد الطبيعية مُعرَضة بشكل خاص بأن تتأثر بالنشاطات البشرية في العديد من البلدان. نتيجة لذلك، تبذل الدول محاولات عديدة لوضع اتفاقيات موقّعة من حكومات متعددة وذلك لمنع حدوث الضرر أو إدارة آثار النشاط البشري على الموارد الطبيعية. يمكن أن يشمل ذلك الاتفاقيات التي تؤثر على عوامل معينة مثل المناخ والمحيطات والأنهار وتلوث الهواء. تُعدّ هذه الاتفاقيات البيئية الدولية في بعض الأحيان مستندات قانونية لها أبعاد قضائية في حال عدم تطبيقها، وفي أحيان أخرى، تكون اتفاقيات على شكل مبادئ أو أنها صالحة للاستخدام كقواعد سلوك. تمتلك هذه الاتفاقيات تاريخًا طويلًا مع وجود بعض الاتفاقيات متعددة الجنسيات منذ عام 1910 في كل من أوروبا وأمريكا وأفريقيا. تشمل بعض الاتفاقيات الدولية الأكثر شهرة اتفاقية كيوتو واتفاق باريس.

## الحكومة
غالبًا ما تركز المناقشات المتعلقة بالحفاظ على البيئة على دور الحكومة والتشريع وإنفاذ القانون. ومع ذلك، قد يُعتبر الحفاظ على البيئة، بمعناه الواسع، مسؤولية تقع على عاتق الجميع وليس مسؤولية الحكومة وحدها. إن القرارات التي تؤثر على البيئة ستشمل بشكل مثالي مجموعة واسعة من أصحاب المصالح من بينهم الصناعيين ومجموعات السكان الأصليين والمجموعات البيئية وممثلي المجتمع. بشكل تدريجي، تتطور عمليات صنع القرارات البيئية لتعكس هذه القاعدة الواسعة لأصحاب المصالح وأصبحت أكثر تعاونًا في العديد من البلدان.
تُقرّ العديد من الدساتير بالحق الأساسي في الحفاظ على البيئة كما تعترف العديد من المعاهدات الدولية بالحق في العيش في بيئة صحية. كذلك، تمتلك العديد من البلدان منظمات ووكالات مكرّسة للحفاظ على البيئة. يوجد العديد من المنظمات الدولية للحفاظ على البيئة، مثل برنامج الأمم المتحدة للبيئة.

### تنزانيا

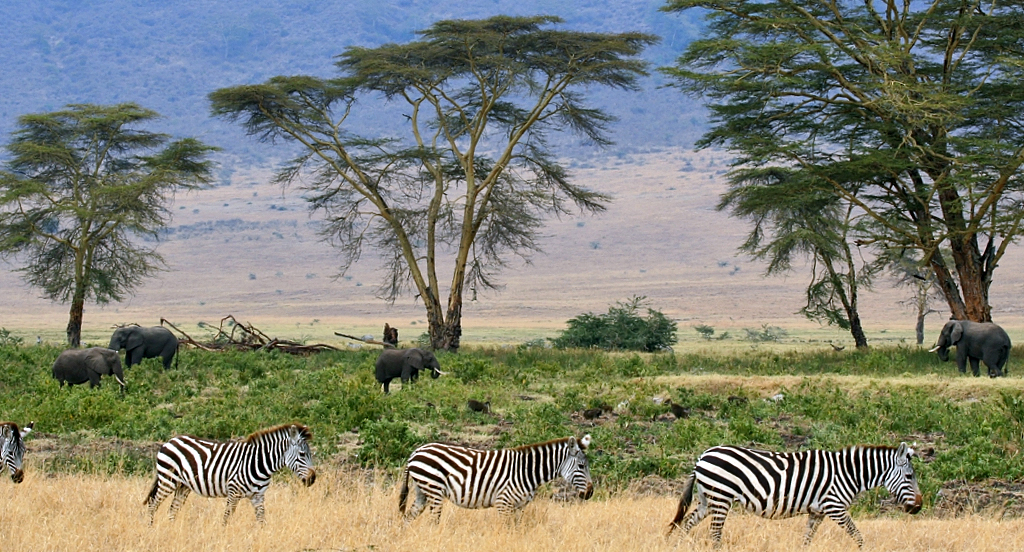
حمير وحشية في سهول السافانا بسيرينغيتي في تنزانيا

تُعرف تنزانيا بأنها تمتلك أعظم تنوع حيوي أكثر منه في أي بلد أفريقي. تم إنشاء ما يقرب من 40 ٪ من الأراضي في شبكة من المناطق المحمية، بما في ذلك العديد من المتنزهات الوطنية. تشمل المخاوف المتعلقة بالبيئة الطبيعية الأضرار التي تلحق بالنظم الإيكولوجية وفقدان المساكن الطبيعية الناتج عن النمو السكاني والتوسع في زراعة الكفاف والتلوث واستخراج الأخشاب والاستخدام الكبير منها كوقود.

#### تاريخ الحفاظ على البيئة
بدأ مشروع البيئة في تنزانيا أثناء الاستعمار الألماني لشرق إفريقيا بين عامي (1884-1919) ـــــ إذ سُنّت قوانين الحفاظ على الاستعمار لحماية الغابات، وفُرضت القيود على الأنشطة التقليدية للسكان الأصليين مثل الصيد وجمع الحطب ورعي الماشية. في عام 1948، أنشأ نظام سيرينغيتي رسميًا أول حديقة وطنية للقطط البرية في شرق أفريقيا. في عام 1983، بُذِلَ جهد واسع النطاق لإدارة القضايا البيئية على المستوى الوطني، وذلك من خلال إنشاء المجلس الوطني لإدارة البيئة (أن إي أم سي) ووضع قانون بيئي. في عام 1998، بدأ صندوق تحسين البيئة (إي آي تي) العمل من أجل الحفاظ على البيئة والغابات في الهند بدءًا من مدينة سوجا الصغيرة. غاجندرا كومار هو مؤسس صندوق تحسين البيئة وهو أيضًا يعمل مع المتطوعين.

### الاتحاد الأوروبي
أصبحت عملية الحفاظ على البيئة مُهمة كبيرة للسوق الأوروبية المشتركة بعد معاهدة ماستريخت لتصديق الاتحاد الأوروبي من قبل جميع الدول الأعضاء فيها. ينشط الاتحاد الأوروبي في مجال السياسة البيئية، إذ يقوم بإصدار توجيهات مثل تلك المتعلقة بتقييم التأثيرات البيئية وعمليات الوصول إلى المعلومات البيئية للمواطنين في الدول الأعضاء.

### أيرلندا
تتمتع وكالة حماية البيئة في أيرلندا (إي بّي إيه) بمجموعة واسعة من الوظائف، إلى جانب مسؤولياتها الرئيسية بما في ذلك:
- الترخيص البيئي
- إنفاذ القانون البيئي
- التخطيط البيئي والتعليم والتوجيه
- رصد التقارير المتعلقة بالبيئة وتحليلها وإعدادها
- تنظيم طرح الغازات الدفيئة
- تطوير البحث البيئي
- التقييم البيئي الاستراتيجي

### الشرق الأوسط
أصبحت بلدان الشرق الأوسط جزءًا من العمل البيئي الإسلامي المشترك، والذي بدأ في عام 2002 في جدة. في إطار المنظمة الإسلامية للتربية والعلوم والثقافة، تنضم الدول الأعضاء إلى مؤتمر وزراء البيئة الإسلامي في كل عامين، مع التركيز على أهمية الحفاظ على البيئة والتنمية المُستدامة. وتمنح الدول العربية أيضًا لقب أفضل إدارة بيئية في العالم الإسلامي. في أغسطس عام 2019، نالت سلطنة عمان جائزة عام 2018 - 2019 في المملكة العربية السعودية، نقلاً عن مشروعها «التحقق من عمر ونمو البقع الصغيرة المرقطة في الساحل الشمالي الغربي لبحر عمان».

## الأهمية
الحفاظ على البيئة أصبح أمرا مهما بالنسبة لكل الكائنات الحية على وجه الأرض. حيث يواجه العديد من الأنواع الحيوانية خطر الانقراض الكامل. ويقال عنها إنها عرضة للانقراض. وهناك حيوانات يجري صيدها للحصول على أجزاء مفيدة من جسمها كالفراء لكن معظمها مهدد بالخطر نتيجة فقدان الموطن. يهدف الحفاظ على الطبيعة إلى حماية الحيوانات والاعتناء بالموارد الطبيعية للأرض لضمان مستقبل جميع الكائنات الحية.

## أنواع مهددة بالزوال
منذ أن بدأت الحياة على وجه الأرض اختلفت أنواع عدة نتيجة التغيرات الطبيعية في البيئة لاسباب معينة يعرف ذلك بالمعدل الخلفي للانقراض. وفي الآونة الأخيرة أدى النشاط البشري إلى زيادة هائلة في معدل الانقراض، لكن البشر يتخذون الآن الخطوات اللازمة لحماية الأنواع المعرضة للاختفاء.
يقال عن الحيوان المعرض لخطر الانقراض في البرية أنه نوع مهدد بالانقراض، وإذا كان من المرجح لأن يصبح أحد الأنواع مهدداً بالانقراض في القريب العاجل فيقال عنه أنه مهدد وفي العديد من البلدان بات قتل الحيوانات المعرضة للخطر أو المهددة بالانقراض أو أسرها أو بيعها أمر غير شرعي في الوقت الحاضر.

## المحميات الطبيعية
للحفاظ على الحياة البرية المهددة بالخطر في العالم تم تخصيص بعض المساحات بمثابة محميات طبيعية حيث تستطيع النباتات والحيوانات العيش بأمان، ويسمح للسياح بزيارة هذه المحميات. وبوجود الرقابة الصحيحة لا تشكل السياحة أي ضرر للحياة البرية، لا بل إنها قد تكون مصدر تمويل ممتاز بالنسبة إلى البلدان الفقيرة.